# Liga mistrů CAF
Liga mistrů CAF (anglicky CAF Champions League) je každoroční fotbalová soutěž pořádaná africkou konfederací CAF pro nejlepší kluby afrických lig. Postupují do ní mistři všech 53 členských států CAF a týmy z druhých míst 12 nejlepších zemí. Její vítěz postupuje na Mistrovství světa ve fotbale klubů.

## Historie
Soutěž vznikla v roce 1964 pod názvem Africký pohár mistrovských klubů. Hrálo se vyřazovacím způsobem.
V roce 1997 se zavedla skupinová fáze a soutěž se přejmenovala na Ligu mistrů CAF.

## Jednotlivé ročníky
| Sezóna          | Vítěz                                     | Skóre                                      | 2. místo                                    | 2. místa v základních skupinách              | 2. místa v základních skupinách       |
| --------------- | ----------------------------------------- | ------------------------------------------ | ------------------------------------------- | -------------------------------------------- | ------------------------------------- |
| 1997 Detaily    | Raja Casablanca (Maroko)                  | 1. zápas: 0–1 2. zápas: 1–0 Penalty: 5–4   | Obuasi Goldfields (Ghana)                   | USM Alger (Alžírsko)                         | Al-Zamalek (Egypt)                    |
| 1998 Detaily    | ASEC Abidjan (Pobřeží slonoviny)          | 1. zápas: 4–2 2. zápas: 0–0                | Dynamos FC (Zimbabwe)                       | Manning Rangers (JAR)                        | Hearts of Oak (Ghana)                 |
| 1999 Detaily    | Raja Casablanca (Maroko)                  | 1. zápas: 0–0 2. zápas: 0–0 Penalty: 4–3   | Espérance (Tunisko)                         | Al-Ahly SC (Egypt)                           | ASEC Abidjan (Pobřeží slonoviny)      |
| 2000 Detaily    | Hearts of Oak (Ghana)                     | 1. zápas: 2–1 2. zápas: 3–1                | Espérance (Tunisko)                         | Al-Ahly SC (Egypt)                           | Mamelodi Sundowns FC (JAR)            |
| Sezóna          | Vítěz                                     | Skóre                                      | 2. místo                                    | Poražení semifinalisté                       | Poražení semifinalisté                |
| Sezóna          | Vítěz                                     | Skóre                                      | 2. místo                                    | poražen vítězem                              | poražen poraženým finalistou          |
| 2001 Detaily    | Al-Ahly SC (Egypt)                        | 1. zápas: 1–1 2. zápas: 3–0                | Mamelodi Sundowns FC (JAR)                  | Espérance (Tunisko)                          | Atlético Petróleos Luanda (Angola)    |
| 2002 Detaily    | Al-Zamalek (Egypt)                        | 1. zápas: 0–0 2. zápas: 1–0                | Raja Casablanca (Maroko)                    | TP Mazembe (Demokratická republika Kongo)    | ASEC Abidjan (Pobřeží slonoviny)      |
| 2003 Detaily    | Enyimba FC (Nigérie)                      | 1. zápas: 2–0 2. zápas: 0–1                | Ismaily SC (Egypt)                          | USM Alger (Alžírsko)                         | Espérance Sportive de Tunis (Tunisko) |
| 2004 Detaily    | Enyimba FC (Nigérie)                      | 1. zápas: 1–2 2. zápas: 2–1 Penaly: 5–3    | Étoile Sportive du Sahel (Tunisko)          | Espérance (Tunisko)                          | ASC Jeanne d'Arc (Senegal)            |
| 2005 Detaily    | Al-Ahly SC (Egypt)                        | 1. zápas: 0–0 2. zápas: 3–0                | Étoile Sportive du Sahel (Tunisko)          | Al-Zamalek (Egypt)                           | Raja Casablanca (Maroko)              |
| 2006 Detaily    | Al-Ahly SC (Egypt)                        | 1. zápas: 1–1 2. zápas: 1–0                | CS Sfaxien (Tunisko)                        | ASEC Mimosas (Pobřeží slonoviny)             | Orlando Pirates (JAR)                 |
| 2007 Detaily    | Étoile Sportive du Sahel (Tunisko)        | 1. zápas: 0–0 2. zápas: 3–1                | Al-Ahly SC (Egypt)                          | Al-Hilal (Súdán)                             | Al-Ittihad (Libye)                    |
| 2008 Detaily    | Al-Ahly SC (Egypt)                        | 1. zápas: 2–0 2. zápas: 2–2                | Coton Sport FC de Garoua (Kamerun)          | Enyimba FC (Nigérie)                         | Dynamos FC (Zimbabwe)                 |
| 2009 Detaily    | TP Mazembe (Dem. rep. Kongo)              | 1. zápas: 1–2 2. zápas: 1–0 Góly venku 1:0 | Heartland FC (Nigérie)                      | Al-Hilal (Súdán)                             | Kano Pilars FC (Nigérie)              |
| 2010 Detaily    | TP Mazembe (Dem. rep. Kongo)              | 1. zápas: 5–0 2. zápas: 1–1                | Espérance (Tunisko)                         | JS Kabylie (Alžírsko)                        | Al-Ahly SC (Egypt)                    |
| 2011 Detaily    | Espérance (Tunisko)                       | 1. zápas: 0–0 2. zápas: 1–0                | Wydad Casablanca (Maroko)                   | Al-Hilal (Súdán)                             | Enyimba FC (Nigérie)                  |
| 2012 Detaily    | Al-Ahly SC (Egypt)                        | 1. zápas: 1–1 2. zápas: 2–1                | Espérance (Tunisko)                         | Sunshine Stars FC (Nigérie)                  | TP Mazembe (Dem. rep. Kongo)          |
| 2013 Detaily    | Al-Ahly SC (Egypt)                        | 1. zápas: 1–1 2. zápas: 2–0                | Orlando Pirates (Jihoafrická republika)     | Coton Sport FC de Garoua (Kamerun)           | Espérance (Tunisko)                   |
| 2014 Detaily    | ES Sétif (Alžírsko)                       | 1. zápas: 2–2 2. zápas: 1–1                | AS Vita Club (Demokratická republika Kongo) | TP Mazembe (Demokratická republika Kongo)    | CS Sfaxien (Tunisko)                  |
| 2015 Detaily    | TP Mazembe (Demokratická republika Kongo) | 1. zápas: 2–1 2. zápas: 2–0                | USM Alger (Alžírsko)                        | Al-Merrikh SC (Súdán)                        | Al-Hilal (Súdán)                      |
| 2016 Detaily    | Mamelodi Sundowns FC (JAR)                | 1. zápas: 3–0 2. zápas: 0–1                | Al-Zamalek (Egypt)                          | ZESCO United FC (Zambie)                     | Wydad Casablanca (Maroko)             |
| 2017 Detaily    | Wydad Casablanca (Maroko)                 | 1. zápas: 1–1 2. zápas: 1–0                | Al-Ahly SC (Egypt)                          | USM Alger (Alžírsko)                         | Étoile Sportive du Sahel (Tunisko)    |
| 2018 Detaily    | Espérance (Tunisko)                       | 1. zápas: 1–3 2. zápas: 3–0                | Al-Ahly SC (Egypt)                          | CD Primeiro de Agosto (Angola)               | ES Sétif (Alžírsko)                   |
| 2018/19 Detaily | Espérance (Tunisko)                       | 1. zápas: 1–1 2. zápas: nedohráno          | Wydad Casablanca (Maroko)                   | TP Mazembe (Demokratická republika Kongo)    | Mamelodi Sundowns FC (JAR)            |
| 2019/20 Detaily | Al-Ahly SC (Egypt)                        | 2–1                                        | Al-Zamalek (Egypt)                          | Wydad Casablanca (Maroko)                    | Raja Casablanca (Maroko)              |
| 2020/21 Detaily | Al-Ahly SC (Egypt)                        | 3–0                                        | Kaizer Chiefs FC (Jihoafrická republika)    | Wydad Casablanca (Maroko)                    | ES Tunis (Tunisko)                    |
| 2021/22 Detaily | Wydad Casablanca (Maroko)                 | 2–0                                        | Al-Ahly SC (Egypt)                          | ES Sétif (Alžírsko)                          | Atlético Petróleos Luanda (Angola)    |
| 2022/23 Detaily | Al-Ahly SC (Egypt)                        | 1. zápas: 2–1 2. zápas: 1–1                | Wydad Casablanca (Maroko)                   | Mamelodi Sundowns FC (Jihoafrická republika) | Espérance Sportive de Tunis (Tunisko) |

## Nejúspěšnější týmy
| Klub              | Vítěz | Finalista | Vítězství                                                        | Finále                       |
| ----------------- | ----- | --------- | ---------------------------------------------------------------- | ---------------------------- |
| Al-Ahlí           | 11    | 5         | 1982, 1987, 2001, 2005, 2006, 2008, 2012, 2013, 2020, 2021, 2023 | 1983, 2007, 2017, 2018, 2022 |
| Zamalek           | 5     | 3         | 1984, 1986, 1993, 1996, 2002                                     | 1994, 2016, 2020             |
| TP Mazembe        | 5     | 2         | 1967, 1968, 2009, 2010, 2015                                     | 1969, 1970                   |
| ES Tunis          | 4     | 4         | 1994, 2011, 2018, 2019                                           | 1999, 2000, 2010, 2012       |
| Hafia FC          | 3     | 2         | 1972, 1975, 1977                                                 | 1976, 1978                   |
| Wydad Casablanca  | 3     | 3         | 1992, 2017, 2022                                                 | 2011, 2019, 2023             |
| Raja Casablanca   | 3     | 1         | 1989, 1997, 1999                                                 | 2002                         |
| Canon Yaoundé     | 3     | 0         | 1971, 1978, 1980                                                 | -                            |
| Asante Kotoko     | 2     | 5         | 1970, 1983                                                       | 1967, 1971, 1973, 1982, 1993 |
| JS Kabylie        | 2     | 0         | 1981, 1990                                                       | -                            |
| Enyimba           | 2     | 0         | 2003, 2004                                                       | -                            |
| ES Sétif          | 2     | 0         | 1988, 2014                                                       | -                            |
| Vita Club         | 1     | 2         | 1973                                                             | 1981, 2014                   |
| Hearts of Oak     | 1     | 2         | 2000                                                             | 1977, 1979                   |
| Étoile du Sahel   | 1     | 2         | 2007                                                             | 2004, 2005                   |
| Ismaily           | 1     | 1         | 1969                                                             | 2003                         |
| Orlando Pirates   | 1     | 1         | 1995                                                             | 2013                         |
| ASEC Mimosas      | 1     | 1         | 1998                                                             | 1995                         |
| Mamelodi Sundowns | 1     | 1         | 2016                                                             | 2001                         |
| Oryx Douala       | 1     | 0         | 1965                                                             | -                            |
| Stade d'Abidjan   | 1     | 0         | 1966                                                             | -                            |
| CARA Brazzaville  | 1     | 0         | 1974                                                             | -                            |
| MC Alger          | 1     | 0         | 1976                                                             | -                            |
| Union Douala      | 1     | 0         | 1979                                                             | -                            |
| ASFAR Rabat       | 1     | 0         | 1985                                                             | -                            |
| Club Africain     | 1     | 0         | 1991                                                             | -                            |